# Parasironidae
Famille
Les Parasironidae sont une famille d'opilions cyphophthalmes représentée par sept espèces réparties en quatre genres.

## Distribution
Les espèces de cette famille se rencontrent en Europe.

## Liste des genres
Selon World Catalogue of Opiliones (20/02/2024) :
- Cimmerosiro Karaman, Mitov & Snegovaya, 2024
- Ebrosiro Karaman, Mitov & Snegovaya, 2024
- Parasiro Hansen & Sørensen, 1904
- Tirrenosiro Karaman, Mitov & Snegovaya, 2024

## Classification
La famille des Parasironidae a été créée en 2024 par Ivo Mladen Karaman (d), Plamen Genkov Mitov (d) et Nataly Yurievna Snegovaya (d).

## Publication originale
- (en) Ivo M. Karaman, Plamen G. Mitov et Nataly Snegovaya, « Parasironidae fam. nov., a Cimmerian lineage of Mediterranean Cyphophthalmi (Opiliones), with the description of three new genera and four new species », European Journal of Taxonomy, France, vol. 921,‎ 2024, p. 173–209 (ISSN 2118-9773, lire en ligne).